# Fytovirus

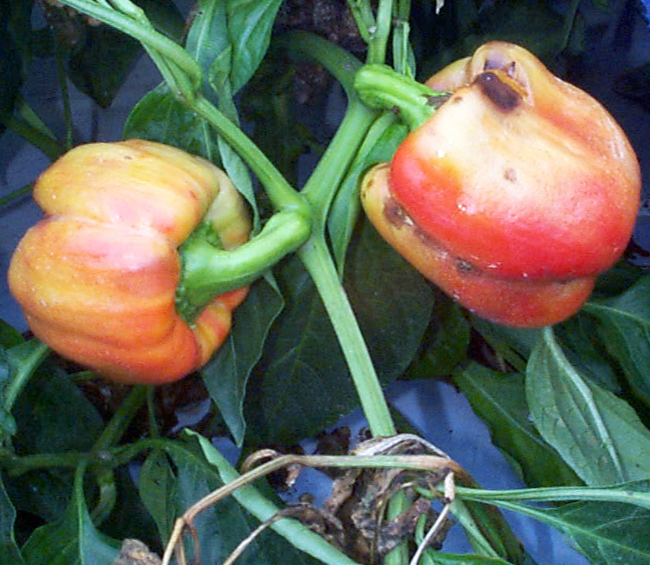
Virové onemocnění papriky („pepper mild mottle virus“)

Fytovirus je virus, který infikuje rostliny a způsobuje jim virové onemocnění.
Některé rostlinné viry jsou specifické pro jednoho hostitele (např. virus proužkovitosti ječmene, BSMV), jiné jsou naopak schopné napadnout široké spektrum rostlin (virus okurkové mozaiky napadá více než 1300 druhů rostlin ve 100 čeledích).

## Způsob přenosu
Značné rozdíly v buněčné stavbě rostlin a živočichů se odrážejí i v různých životních strategiích živočišných a rostlinných virů. U živočišných virů dochází nejprve k vazbě viru na receptor na povrchu cílové buňky a k následnému aktivnímu přenosu virové částice dovnitř napadené buňky. Rostlinné buňky jsou ale chráněny buněčnou stěnou a nemají na svém povrchu receptory. Rostlinné viry tudíž potřebují nějakým způsobem překonat buněčnou stěnu. Pomáhá jim v tom tzv. vektor (přenašeč) – obvykle hmyz, houba nebo i mechanické poškození. Konkrétní viry jsou pak zpravidla úzce specializované na určitý druh přenosu – jsou například přenosné jenom určitým druhem hmyzu a již blízce příbuzné druhy virus buď nepřenášejí vůbec nebo jen neúčinně. Někdy je oním vektorem nechtěně i člověk – například při prořezávání stromů lze takto snadno přenést známé virové onemocnění šarku.
Dalším rozdílem je, že rostlinné buňky jsou navzájem propojeny pomocí plasmodesmat, takže k infekci sekundárních a dalších buněk dochází prostým pohybem virových replikačních center z jedné buňky do druhé. Tzn. infekce první buňky je principiálně odlišný proces od infekce všech ostatních buněk.

## Využití a výzkum
Některé rostlinné viry lze pro účely výzkumu přenášet mechanicky na lehce poškozený povrch listu. Přenos se provede šťávou infikovaných rostlin společně s abrazivem a pufrem. Fosfátové pufry navíc u některých rostlin zvyšují infekčnost inokula. Abraziva pomáhají rozmělnit infikovaná pletiva a zvyšují úspěšnost umělé infekce. Oblíbenou modelovou rostlinou pro studium rostlinných virů je tabák (Nicotiana tabacum nebo Nicotiana benthamiana).